# Trend Records (jazz)

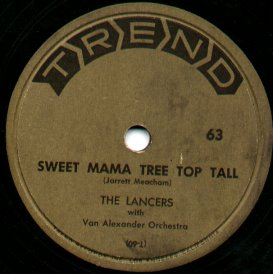
Plaat op Trend Records van The Lancers met het orkest van Van Alexander

Trend Records was een naoorlogs Amerikaans jazz-platenlabel. De catalogus van het label werd later gekocht door de eigenaar van Discovery Records, Albert Marx, die veel Trend-opnames opnieuw uitbracht in de jaren tachtig. Onder de musici die voor Trend opnamen waren Van Alexander, Robert Conti, Shelly Manne, Clare Fischer, Warm Dust, Dick Berk, Matt Dennis en Ray Linn.